# Seraincourt (Val-d’Oise)
Seraincourt egy község Franciaországban. Lakosainak száma 1310 fő (2022. január 1.).

## Földrajza
Seraincourt Théméricourt, Gaillon-sur-Montcient, Hardricourt, Jambville, Mézy-sur-Seine, Oinville-sur-Montcient, Frémainville és Longuesse községekkel határos.